# Principauté d'Ancyre
1071–1078
(7 ans)
Entités précédentes :
- Empire byzantin
- Arméniaques

Entités suivantes :
- Empire byzantin
- Empire seldjoukide

La Principauté d'Ancyre est une principauté fondée en 1071 par Roussel de Bailleul autour d'Ancyre (Ankara).
Roussel de Bailleul servit l'empereur byzantin Romain IV Diogène jusqu'en 1071, date à laquelle les troupes byzantines (dont Roussel) furent écrasées à la bataille de Manzikert. Après cette bataille, Roussel de Bailleul, à la tête d'une troupe de mercenaires, fonda une principauté à Ancyre qui atteint son apogée en 1073, date à laquelle elle contrôlait l'Arménie.
La même année les Seldjoukides reprennent l'Arménie.
En 1078, la bataille de Nicomédie, à laquelle participent les Seldjoukides et les Byzantins, scelle le sort de la principauté d'Ancyre et de son souverain qui sera capturé et tué la même année.